# Nukulaelae
Nukulaelae, anderer Name: Nukulailai, alter Name: Mitchell Island oder Mitchell Group, ist ein bewohntes Atoll im westlichen Pazifischen Ozean, das geografisch zur Gruppe der Elliceinseln und politisch zum Inselstaat Tuvalu gehört.

## Geografie
Nukulaelae ist ein geologisch weit fortgeschrittenes Atoll, dessen ehemaliger Vulkangipfel bereits unter der Meeresoberfläche verschwunden ist. Es ist nur der Kranz von niedrigen Riffinseln (Motu) verblieben, um den sich ein neues Saumriff gebildet hat. Durch das Riff führen zwei Bootspassagen. Die nordwestliche zum Motu Fangaua (auch Fangawa geschrieben) ist künstlich vertieft und führt zu einer Betonrampe nahe der Siedlung. Ein weiterer Durchlass durch das Riff liegt im Südwesten.
Das Atoll erstreckt sich über rund 10 km von Nord nach Süd und 3,5 km von Ost nach West. Die Landfläche aller Inseln zusammen beträgt nur 1,82 km², die Lagune hingegen bedeckt 25,4 km² Die Wassertiefe der Lagune ist gering, der tiefste gemessene Punkt liegt bei 30 m. Die höchste Erhebung des Atolls auf dem Motu Fangaua beträgt 26 m. Die übrigen Riffinseln ragen nur wenige Meter über den Meeresspiegel.

### Riffinseln (Motu)
| - Motukatuli Foliki - Kavatu - Tumiloto (Tumilotu) - Tapulaeani - Kalilaia - Niuoko (Niuoku) - Fenulaiago (Fenualago) - Motualama | - Fetuatasi - Teafuafatu - Aula - Temotutafa - Teafatule - Fangaua (Fagawa) - Muliteatua - Motutala - Asia |

### Klima und Wetter
Nach der Klassifikation des Klimas von Köppen und Geiger gehört Nukulaelae zur tropischen Klimazone Af. Das Klima ist ausgeglichen, tropisch heiß und feucht, ohne ausgeprägte Jahreszeiten. Die Jahresdurchschnittstemperatur liegt zwischen 25 und 31 °C mit nur geringen jahreszeitlichen Schwankungen. Die Insel liegt im südostpazifischen Passatwindgürtel, das hat Auswirkungen auf die Regenmenge. Der meiste Regen fällt von Oktober bis April, eher trocken sind die Monate April bis Oktober. Wie in den Tropen üblich, fällt der Regen meist in kurzen, heftigen Schauern.
Schwere tropische Wirbelstürme sind nicht häufig, dennoch wird die Insel von Zeit zu Zeit von Zyklonen heimgesucht. Im März 2015 sorgte der Zyklon „Pam“ für Überflutungen auf dem Motu Fangaua. Zwei Drittel der Häuser erlitten Schäden. Überflutungen gab es auch im Januar 2020 während des Zyklons „Tino“. Zahlreiche Bäume wurden geknickt, Pflanzungen verwüstet und Häuser beschädigt.

### Vegetation
Die Flora der Insel wird heute von Kokospalmen dominiert, die umfangreich in der zweiten Hälfte des 19. Jahrhunderts in Plantagen für die Kopra-Produktion angepflanzt wurden. Von der ursprünglichen Vegetation gibt es nur noch Reste. Sie entspricht der typischen, auch auf anderen Atollen im Pazifik vorkommenden Zusammensetzung mit Kokospalmen, Pisonia grandis, Cordia subcordata, Pandanus tectorius und Guettarda speciosa. Die hinteren Strandbereiche sind gesäumt von Ipomoea pes-caprae.

## Geschichte
Der Name Nukulaelae für die Insel bedeutet: „Land aus Sand“. Der Legende nach war es ein hellhäutiger Mann, der sie zuerst sichtete, aber dort nicht siedelte, da ihm das Land kahl und leer erschien. Der nächste Besucher mit Namen Valoa stammte von dem nördlich gelegenen Atoll Vaitupu. Er brachte aus seiner Heimat Setzlinge der Kokospalme mit, die er auf Nukulaelae anpflanzte. Als das Land begrünt war, siedelte sich Valoa mit seinen zwei Söhnen, seiner Tochter Teaalo und mehreren Begleitern auf der Insel an. Aber auch ein Krieger von Funafuti mit Namen Takauapi traf ein und tötete Valoas Söhne im Kampf. Teaalo wurde verschont und gebar mehrere Kinder. Die kleine Gemeinschaft wählte Valoa zu ihrem Stammesführer (aliki). Mit der Zeit entstanden auf mehreren Motus separate Siedlungen, deren Bewohner friedlich zusammenlebten, auch mit den Nachfahren von Takauapi.:97
Inwieweit die Erzählung einen wahren Kern hat, ist nicht zu belegen, da sie nur auf mündlicher Weitergabe beruht. Die Völker im westlichen Pazifischen Ozean hatten keine Schrift entwickelt und umfassende archäologische Untersuchungen hat es auf Nukulaelae bisher nicht gegeben. Man nimmt heute an, dass die nördlichen Tuvalu-Inseln von Samoa oder Tonga aus besiedelt wurden, wahrscheinlich um das 14. Jahrhundert. Es ist daher ein nicht unwahrscheinliches Szenario, dass die Seefahrer vorher andere Inseln des Archipels im Norden besiedelt hatten, bevor sie Nukulaelae erreichten.
Auf dem Motu Tumuiloto gab es eine Male namens Fagafale, eine Zeremonialanlage, an der religiöse Riten zu Ehren der Ahnen praktiziert wurden. Auf Motu Niuoko steht an einem Ort namens Te Faleatua („Haus der Götter“) ein Orthostat, ein großer Stein, der nicht mehr nachvollziehbaren, zeremoniellen Zwecken diente.:98
Der mündlichen Überlieferung nach gab es Mitte des 19. Jahrhunderts eine Fehde zwischen den Inseln Funafuti und Nukulaelae. Krieger von Funafuti segelten nach Nukulaelae und töteten viele Männer.

## Entdeckungsgeschichte
Die Bark Independence II unter Kapitän George Barrett aus Nantucket begann am 23. Juli 1819 eine mehrjährige Walfangreise. Das Schiff rundete Kap Hoorn und erreichte den Pazifik im November desselben Jahres. Nach einer nur mäßig erfolgreichen Jagd bei den Galapagosinseln, bei Hawaii und in der Japan-See versuchte Barrett sein Glück in den Gewässern um die Gilbertinseln, zu jener Zeit bekannt als Kingsmill Islands, und den Elliceinseln. Am 6. November 1821 sah er eine mit Kokospalmen bewachsene Gruppe von kleinen Inseln und sandte ein Boot aus, das zwei Besatzungsmitglieder anlandete, die von den Insulanern freundlich empfangen wurden. Mit Kokosnüssen beladen kehrte das Boot zurück. Barrett nannte die Neuentdeckung „Mitchell´s Group“ nach Aaron Mitchell, dem Eigner der Independence II.
Die USS Peacock und die USS Flying-Fish, zwei Schiffe der United States Exploring Expedition (US Ex. Ex.) von Charles Wilkes, passierten Nukulaelae am 13. März 1841. Die Amerikaner betraten die Insel nicht, sondern besuchten nur die Nachbarinsel Funafuti. In Wilkes Bericht wird sie nicht erwähnt, ist aber als „Mitchell I.“ auf der Karte der Expedition eingezeichnet.

## Mission
Elekana, ein einheimischer Laienprediger der London Missionary Society (LMS) von den Cookinseln, wird als Begründer des Christentums auf den Tuvalu-Inseln angesehen. An der Südspitze des Motu Tumiloto hat man 1861 ein Denkmal errichtet, das Elekana Tuvalu-Christianity Memorial, das an das Wirken von Elekana erinnert. Nach der Überlieferung kam er mit neun Gefährten während einer Kanureise von Manihiki nach Rakahanga vom Kurs ab und trieb angeblich rund 2000 km über den Ozean, bis er zufällig auf Nukulaelae landete. Sechs Personen hatten die Reise überlebt. Die Insulaner nahmen sie freundlich auf und seien begierig gewesen, von Elekana etwas über das Evangelium zu hören. Um sie in die Lage zu versetzen, das mitgebrachte Neue Testament lesen zu können, das in der Sprache Rarotongas verfasst war, richtete Elekana Alphabetisierungskurse für alle Bevölkerungsschichten ein. Sein Erfolg sei so groß gewesen, dass die Menschen ihn baten, als ihr Lehrer auf der Insel zu bleiben. Da er jedoch kein ordinierter Geistlicher war, reiste er nach Samoa, um am 1844 gegründeten Malua Theological College der LMS Theologie zu studieren. Während Elekanas Abwesenheit agierte Tom Rose, ein dunkelhäutiger Beachcomber, als Laienprediger. Obwohl die Geschichte von Elekanas abenteuerlicher Drift über den Ozean ständig wiederholt, erzählt und auch gelehrt wird, ist ihr Wahrheitsgehalt schwer zu überprüfen.
Wahrscheinlich sind die Insulaner durch Händler und Walfänger erstmals – gewollt oder ungewollt – mit dem Christentum in Verbindung gekommen. Ein schottischer Kopra-Händler namens Stuart dürfte, wie der Missionar Archibald Wright Murray berichtet, wesentlich dazu beigetragen haben, die Grundlagen der ursprünglichen Religion der Insulaner zu unterminieren. Er hatte den Eingeborenen erzählt, dass ihre Gottheiten nur leblose Idole seien und der wahre Gott nicht in ihren Marae, sondern im Himmel wohne.:76
Im Mai 1865 nahm die London Missionary Society (LMS) ihre Missionstätigkeit in Tuvalu auf. Die LMS charterte das Handelsschiff Augustite der Reederei J.C. Godeffroy & Sohn aus Hamburg, das zwischen den pazifischen Inseln operierte, um Missionare auf die Inseln der Ellice-Gruppe zu bringen. An Bord waren der schottische Missionar Archibald Wright Murray (1811–1892), Elekana und zwei samoanische Theologieabsolventen, Ioane und Matatita, mit ihren Frauen, die auf den Inseln der Ellice-Gruppe das Christentum verbreiten sollten. Das Schiff kam auch nach Nukulaelae und Ioane und seine Frau siedelten sich dort als Missionare an. Sie waren erfolgreich, blieben jedoch fünf Jahre lang sich selbst überlassen und ohne Unterstützung, bis Reverend Stuart Whitmee 1870 einen Folgebesuch machte. Heute gehört die Mehrzahl der Einwohner der Ekalesia Kelisiano Tuvalu (EKT) an, einer kongregationalistischen, christlichen Religionsgemeinschaft, deren in einer Grünfläche gelegene Kirche zusammen mit der übergroßen Versammlungshalle (maneapa) den Mittelpunkt der Inselgemeinde bildet.
Der Kapitän der Augustita nutzte den Aufenthalt, verhandelte mit Häuptling (ulu aliki) Tafalagilua und pachtete im Namen von Theodor Weber von der Firma Godeffroy Motu Niuoko für 25 Jahre, um dort Kokosplantagen für die Kopra-Produktion anzulegen. Er ließ Peter Laban als Verwalter und Arbeitskräfte von anderen Inseln zurück. Die Plantage bestand bis 1890, doch zwischen den Einwohnern von Nukulaelae und den fremden Arbeitern und ihren Familien kam es zu ständigen Reibereien und zudem zu Streit um die Pachtbedingungen.:31

## Blackbirder
Zur Mitte des 19. Jahrhunderts kam der Sklavenhandel aus Afrika zum Erliegen. Das hatte auf den großen Haziendas in Südamerika einen Mangel an Arbeitskräften zur Folge. Sogenannte Blackbirder, kamen daher auf die Idee, die fehlenden Arbeitskräfte auf den pazifischen Inseln zu rekrutieren. Die Methoden der Kapitäne waren unterschiedlich. In der Regel lockte man die Menschen mit kleinen Geschenken zum Tausch an die Küste oder an Bord der Schiffe. Im besten Fall kamen sie freiwillig mit, im schlimmsten Fall überfiel und fesselte man sie. Einmal an Bord, wurden sie aufgefordert, langjährige Arbeitskontrakte zu unterzeichnen, deren Bedeutung sie nicht verstanden.
Am 29. Mai 1863 kamen die Dolores und ein weiteres Schiff aus Peru vor Nukulaelae an. Der Beachcomber und selbst ernannte Prediger Tom Rose scheint bei dem Unternehmen eine zwielichtige Rolle als Unterstützer und Dolmetscher der Blackbirders gespielt zu haben. Er gaukelte den Insulanern vor, die Schiffe brächten sie auf eine nahe gelegene Insel, auf der sie Arbeit auf Kokosplantagen sowie religiöse Unterweisung erhielten. Nach sechs Monaten kämen sie reich belohnt wieder zurück. Die meisten arbeitsfähigen Männer gingen an Bord und die Schiffe segelten davon. Zwei Insulanern gelang es noch, von den abfahrenden Schiffen zu fliehen. Einer erreichte seine Heimatinsel schwimmend, der zweite ertrank. Wie viele Insulaner auf diese Weise entführt wurden, ist nicht genau bekannt, die Zahlen schwanken zwischen 200 und 300, etwa zwei Drittel bis zur Hälfte der damaligen Bevölkerung. Niemand von ihnen kehrte zurück.:75–77 und 208
Am 30. Juli 1872 lag die HMS Basilisk unter dem Kommando von John Moresby vor Nukulaelae. Am Folgetag näherten sich mehrere Kanus dem Kriegsschiff. Da die Seeleute keine sichere Passage durch das Riff fanden, vertrauten sich Moresby und ein Begleiter den Eingeborenen an und wurden in Kanus, „den schlanksten, elegantesten Dingen, in denen wir je geschwommen waren“ (Moresby: . . . the most slender beautiful things we had ever floated in),  an Land gebracht. Moresby fand eine Bevölkerung vor, die überwiegend aus Frauen, Kindern und alten Männern bestand. In seinem Bericht fand Moresby fast nur lobende Worte über die Insulaner: „ . . . sie sind freundlich und einnehmend und ihre Häuser, Matten und sie persönlich sind erfreulich gepflegt“ (Moresby: . . . they are prepossessing and kindly, and their houses, mats, and persons, are pleasingly neat).
Im Mai 1896 lag die HMS Penguin unter dem Kommando von Kapitän Mervyn Field zwei Tage vor Nukulaelae. Charles Hedley, später Direktor des Australian Museum in Sydney ging für ethnowissenschaftliche Forschungen an Land. Er beschreibt die Insel als „dicht bedeckt mit Kokospalmen“ (densely covered with cocoanuts).

## Britisches Protektorat
Zwischen Mai und August 1892 fuhr die segel- und dampfgetriebene Sloop HMS Royalist unter Kapitän Edward Davis von Fidschi, dem Hauptquartier der Western Pacific High Commission, zu den Gilbert-, Ellice- und Marshallinseln und erreichte am 18. Mai 1892 auch Nukulaelae für einen zweitägigen Kurzbesuch. Davis hatte den Befehl, die Einwohner zu zählen, ihre Religionszugehörigkeit zu bestimmen, ihren allgemeinen Entwicklungs- und Gesundheitszustand zu beurteilen und der Kommission einen vollständigen Bericht darüber vorzulegen. Er stellte fest, dass „die Angelegenheiten auf dieser Insel wegen eines Ex-Missionars in schlechtem Zustand waren“ (Davis: . . . the affairs in this island were in a bad state owing to an ex missionary). Ursache für die Schwierigkeiten war „Lutello“, ein Tonganer, der zuvor in „Pele“ (vermutlich Palau) missioniert und Lupana, den „König“ (ulu aliki) von Nukulaelae, abgesetzt hatte. Davis brachte den Tonganer zwangsweise in sein Heimatland zurück und setzte kurzerhand Lupana mit Zustimmung der Einwohner wieder ein.:468
Nachdem Davis nach Fidschi zurückgekehrt war, entsandte die Western Pacific High Commission noch im selben Jahr die Korvette HMS Curacoa unter dem Kommando von Kapitän Herbert Gibson. Am 15. September landete Gibson auf Nukulaelae und sprach mit dem „König“, der seine Einwilligung zu einem britischen Protektorat bekundete. Gibson bat ihn, eine Versammlung des Volkes einzuberufen und auch die Insulaner gaben ihr Einverständnis. Gibson las die Proklamation vor und hisste den Union Jack. Das britische Protektorat über Nukulaelae dauerte von 1892 bis 1916. Von 1916 bis 1975 gehörte Nukulaelae zur Kronkolonie der Gilbert- und Elliceinseln (Gilbert und Ellice Islands Colony).:470 Am 1. Oktober 1978 wurde die einstige Kolonie unter der neuen Bezeichnung Tuvalu ein souveräner Staat mit einer parlamentarischen Monarchie (Staatsoberhaupt ist der britische König) und gleichzeitig Mitglied des Commonwealth of Nations. Die Gilbertinseln folgten ein Jahr später.
Doch auch die Vereinigten Staaten hatten aufgrund des Guano Islands Acts von 1856 ihre Anrechte auf Nukulaelae postuliert, sie jedoch nie in Anspruch genommen. Am 7. Februar 1979 trafen sich Diplomaten der USA und Tuvalus auf dem Funafuti-Atoll und unterzeichneten einen Freundschaftsvertrag. Damit gaben die Vereinigten Staaten ihren Anspruch auf die vier Atolle Funafuti, Nukefetau, Nukulaelae und Niulakita auf. Der Vertrag trat am 23. September 1983 in Kraft.

## Zweiter Weltkrieg
Obwohl die weiter nördlich gelegene Gruppe der Gilbertinseln im Zweiten Weltkrieg heftig umkämpft und teilweise auch japanisch besetzt war, wurden die Elliceinseln vom Pazifikkrieg kaum tangiert. Militärbasen gab es auf Nukulaelae nicht.

## Verwaltung und Infrastruktur
Nuklaelae gehört heute zur parlamentarischen Monarchie Tuvalu und ist einer der acht Verwaltungsbezirke (Falekaupule) des Inselstaates. Nach dem letzten Zensus von 2017 hat Nukulaelae 300 Einwohner. Das ist ein deutlicher Rückgang gegenüber der vorangegangenen Zählung von 2012 mit noch 364 Einwohnern. Die kleine und wenig erschlossene Insel leidet unter einem stetigen Bevölkerungsschwund durch Abwanderung. Insbesondere die jüngeren Bewohner sehen nur wenig Zukunftsperspektiven. 247 Menschen, die weit überwiegende Zahl, leben in der Gemeinde Pepesala auf dem Motu Fangaua im Westen des Atolls.
Die Bewohner der kleinen Insel leben überwiegend von der Subsistenzwirtschaft und etwas Kopra-Erzeugung für den Export. In Pflanzgruben, die die Ghyben-Herzberg-Linse anschneiden, wird Taro in mehreren Varianten angebaut. Die wichtigste Nahrungspflanze ist der Sumpf-Taro (Cyrtosperma merkusii), „Pulaka“ genannt. Eine weitere, bedeutende Lebensgrundlage ist die kleinteilige Fischerei. Außerdem werden in jedem Haushalt Hühner und Schweine als Nahrungstiere gehalten, die mit Nahrungsabfällen und dem Fleisch der Kokosnuss gefüttert werden. Ein Problem ist der verbreitete Gebrauch von „Kaleve“, Palmwein oder Toddy, ein alkoholisches Getränk aus gegorenem Palmensaft, der aus dem Blütenkegel der Kokospalme gewonnen wird. Viele Männer haben sich als Gastarbeiter für den Phosphatabbau auf der Insel Nauru verdingt, jedoch mit abnehmender Bedeutung, da die Ergiebigkeit der Vorkommen nachlässt.
Befestigte Straßen, einen Flugplatz und Hafenanlagen gibt es auf der Insel nicht, ein Betonkai ist jedoch in der Planung (Stand 2021). Das Hauptverkehrsmittel sind kleine Boote, die zu jedem Haushalt gehören. Das unregelmäßig verkehrende Versorgungsschiff Nivaga III liefert alle nicht auf der Insel produzierten Waren an und nimmt auch Passagiere mit. Das Schiff liegt auf Reede, Passagiere und Güter werden auf kleine Boote umgeladen. Strom wird in einem Freiflächen-Solarpark auf dem Motu Fangaua und mit Dieselgeneratoren erzeugt. Trinkwasser wird aus Regenwasser gewonnen.
Auf der Insel gibt es eine Vorschule (Ulukoloa Pre School) und eine einfach ausgestattete Grundschule, die Faikimua Primary School, in einem modernen, zweistöckigen Gebäude, das mit Unterstützung der EU finanziert wurde. Weiterführende Bildungseinrichtungen fehlen. Für die Erst- und Notversorgung hat Nukulaelae eine Krankenstation (Medical Health Center), die 2011 mit japanischer Hilfe eingerichtet wurde. Ernsthafte Erkrankungen müssen im Krankenhaus auf Funafuti behandelt werden.
Eine touristische Infrastruktur ist kaum vorhanden. Hotels und Restaurants gibt es nicht, die seltenen Touristen sind meist Tagestouristen, die mit der Nivaga III ankommen. Ansonsten sind Besucher auf Privatquartiere angewiesen.

## Sonstiges
Die Nukulaelae Conservation Area, ein Meeresschutzgebiet, liegt im Norden des Atolls.